# Agostino Novella

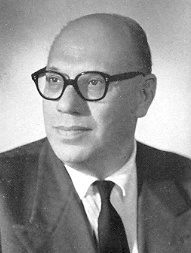
Agostino Novella

Agostino Novella (* 28. September 1905 in Genua; † 15. September 1974 in Rom) war ein italienischer Politiker (Kommunist) und Gewerkschafter.

## Leben
Novella, Metallarbeiter von Beruf, wurde 1923 Mitglied des Kommunistischen Jugendverbandes (FGCI; Federazione Giovanile Comunista Italiana) und 1924 Mitglied der Kommunistischen Partei Italiens (KPI). Von 1924 bis 1926 war er Sekretär der FGCI in der Region Ligurien und Mitglied des ZK der FGCI, sowie Stellvertreter des Sekretärs der Metallarbeitergewerkschaft FIOM (Federazione Italiana Impiegati Operai Metallurgici) in Genua.
1927 verurteilte ihn ein faschistisches Gericht zu vier Jahren Gefängnis. 1931/32 und von 1934 bis 1938 war Novella Sekretär des ZK der FGCI. 1932 emigrierte er nach Frankreich. Im selben Jahr wurde er Mitglied des ZK der KPI. 1935 nahm er als Delegierter am VII. Kongress der Kommunistischen Internationale und am VI. Kongress der Kommunistischen Jugendinternationale in Moskau teil. 
Von 1940 bis 1943 Mitglied des Auslandsbüros des ZK der KPI war Novella ab 1943 Mitglied des Präsidiums der KPI. Novella nahm ab 1943 aktiv an der Resistenza teil. Von 1944 bis 1949 fungierte er aufeinanderfolgend als Sekretär der KPI-Sektionen in Rom, Genua, in der Lombardei und in Ligurien. Von 1947 bis 1949 war er Mitglied des Sekretariats der KPI. 1966 wurde er in das Politbüro der KPI gewählt.
Von 1949 bis 1955 war er Sekretär, von 1957 bis 1970 Generalsekretär der CGIL (Confederazione Generale Italiana del Lavoro), zwischen 1955 und 1957 war er bereits Generalsekretär der FIOM gewesen. Novella war von 1957 bis 1970 Mitglied des Generalrats, von 1958 bis 1970 Mitglied des Exekutivkomitees des Weltgewerkschaftsbundes (WGB). Von 1959 bis 1961 war er – als Nachfolger des verstorbenen Giuseppe Di Vittorio – Präsident des WGB.
Novella war von 1948 bis 1970 Abgeordneter des italienischen Parlaments.

## Werke
- Agostino Novella: scritti e discorsi 1957–1970, a cura di G. Bianchi e R. Rosso. Editrice Sindacale Italiana, Roma 1981.